# Даєр-авеню
Даєр-авеню (англ. Dyer Avenue) — коротка вулиця з півночі на південь у нейборгуді Пекельна кухня на Мангеттені в Нью-Йорку, розташована між Дев'ятою та Десятою авеню. В основному використовується транспортом на виїзді з тунелю Лінкольна. Даєр-авеню пролягає між 30-ю та 42-ю вулицями, але функціонує як три окремі ділянки завдяки сполученню з південною та центральною трубами тунелю Лінкольна. Найпівденніша ділянка, між 30-ю та 31-ю вулицями, веде до та від швидкісної автостради Лінкольнського тунелю. Даєр-авеню також існує між 34-ю та 36-ю вулицями та між 40-ю та 42-ю вулицями; обидві секції ведуть безпосередньо з тунелю, але секція 34-36 вулиць також містить проїжджу частину, що веде до тунелю. Авеню належить Адміністрації порту Нью-Йорка та Нью-Джерсі.

## Історія
Даєр-авеню названо на честь генерала Джорджа Р. Даєра, який був головою правління Портової адміністрації Нью-Йорка і Нью-Джерсі і загинув під час будівництва тунелю Лінкольна. Кілька будівель у районі Пекельної кухні було знесено, щоб побудувати смугу відведення нового проспекту шириною 23 метри і забезпечити доступ до тунелю Лінкольна, перша з цих труб відкрита ще в грудні 1937 року.